# پیتر اوبراین (تهیه‌کننده فیلم)
پیتر اوبراین (انگلیسی: Peter O'Brian؛ زادهٔ ۱۹۴۷) تهیه‌کننده فیلم اهل کانادا بود. وی دانش‌آموختهٔ دانشگاه تورنتو و کالج اِمرسون در بوستون بود. فیلم‌های تولیدی شرکت او «ایندپندنت پیکچرز» برندهٔ ۱۹ جایزه جینی شد. وی مدتی مدیرعامل شبکۀ تلویزیونی تی‌وی‌انتاریو بود.
از فیلم‌هایی که وی در آن‌ها نقش داشته است، می‌توان به روباه خاکستری اشاره نمود.